# Stör
L'Stör també anomenat Sturia o Store és l'afluent més llarg de l'Elba de l'estat Slesvig-Holstein. Té una llargada 87 km i una conca de 1781 km². Neix al nucli de Willingrade al municipi de Gross Kummerfeld al districte de Segeberg a de Slesvig-Holstein (Alemanya) i que desemboca a l'Elba a la frontera entre Glückstadt i Wewelsfleth al districte de Steinburg. El seu curs inferior és sotmès a la marea sobre 32 km fins a Kellinghusen.
Després de la font, una primera presa a Willingrade, prop de la font, engega un molí de paper. De l'Elba fins d'Itzehoe és navegable per a embarcacions comercials i més amunt també per a la navegació esportiva fins a Rensing i amb canoa fins a Willenscharen. El seu paper pel transport fluvial tanmateix va molt minvar els darreres decennis. A la seva desembocadura es va construir el 1975 una resclosa antimarejada que protegeix el maresme de les marejades. La major part del maresme va ser polderitzat i es troba sota el nivell mitja del mar.
El riu va tenir un paper important en el naixement de la ciutat d'Itzehoe, al qual un burg va crear-se a l'edat mitjana al mig d'un meandre que va tallar-se per tal de crear una illa artificial per la defensa del castell. Per la pol·lució i l'ensorrament, als anys 1970 el braç que travessava la ciutat va canviar-se en una claveguera oberta fètida i va decidir-se de terraplenar-lo. Amb el temps — i la reducció de la pol·lució — la població va adonar-se que la petita ciutat sense el seu riu va perdre molt del seu encant. Des del 2010 una associació lluita per la reobertura del braç interior, que de fet és el seu curs històric fins a la tallada medieval.

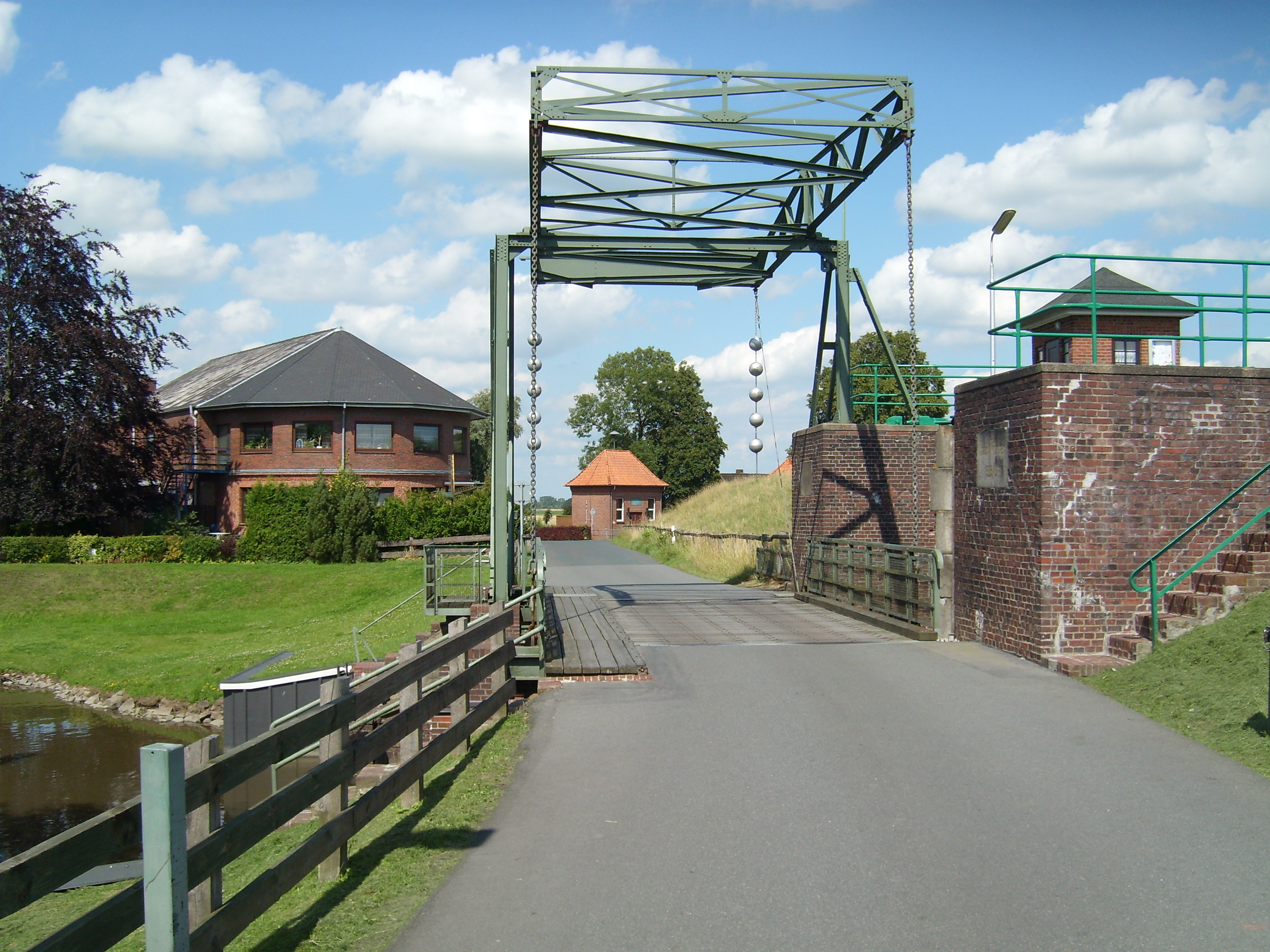
Pont i resclosa a Kasenort

Des de l'inici del segle xx va començar a rectificar el riu amunt de Kellinghusen. El 2003, al marc de la directiva europea de l'aigua es va començar l'obra de renaturalització del riu i dels seus afluents. Moltes rescloses van ser reemplaçats per a passos de peix i petits meandres van ser reoberts.

## El retorn de l'esturió

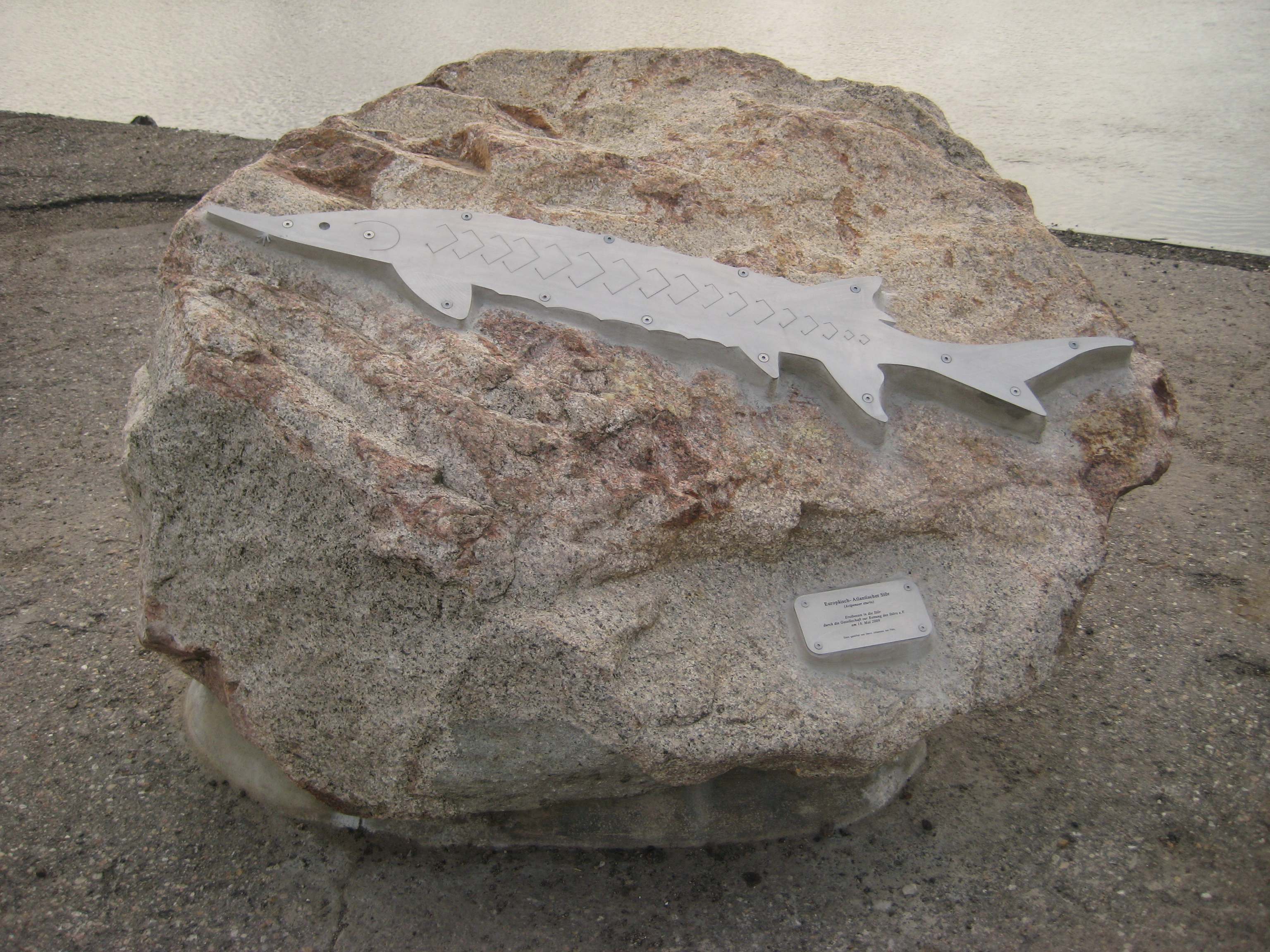
Monument de la reintroducció de l'esturió a Itzehoe

En alemany el mot Stör significa també esturió comú, tot i que no hi ha cap relació lingüística entre ambdues paraules. Com el seu nom indica, era un peix molt comú però extingit a Alemany i del qual les darreres poblacions al Mar del Nord romanen amenaçades. El darrere esturió documentat a l'Stör va ser capturat el 1945. La pol·lució i la presència de molts obstacles van entrebancar el retorn del peix migratori. L'associació per a la salvació de l'esturió europeu ha llançat tot un programa per a fer tornar el peix a la conca de l'Elba, que havia sigut víctima de la pesca industrial a l'inici del segle xx.
Per les mantes obres de renaturalització, va esdevenir possible el 2009 de desplegar una primera càrrega de 53 esturions joves, marcats d'una petita plaqueta d'identificació, en esperar que l'espècie extingida a Alemanya, tornés de manera durable. Tenint compte del cicle de vida del peix, l'operació de reintroducció prendrà entre entre deu i quinze anys. Un segon experiment fa fer-se el 2010 amb dos esturions de talla mitjana, proveïts d'un emissor al ventre, per tal de poder seguir la seva migració.

## Uns afluents
De la desembocadura cap a la font té uns 35 afluents i amb els afluents secundaris els rius i rierols de la seva conca són més de 120.
- Kremper Au
- Grosse Wettern
- Wilster Au
- Bekau
- Rantzau
- Schwale

- Bramau
  - Osterau
    - Holmau

  - Hudau
    - Ohlau
      - Kattenbek
- Aalbek
- Bullenbek
- Geilenbek
- Sünderbek (Sönderbek)

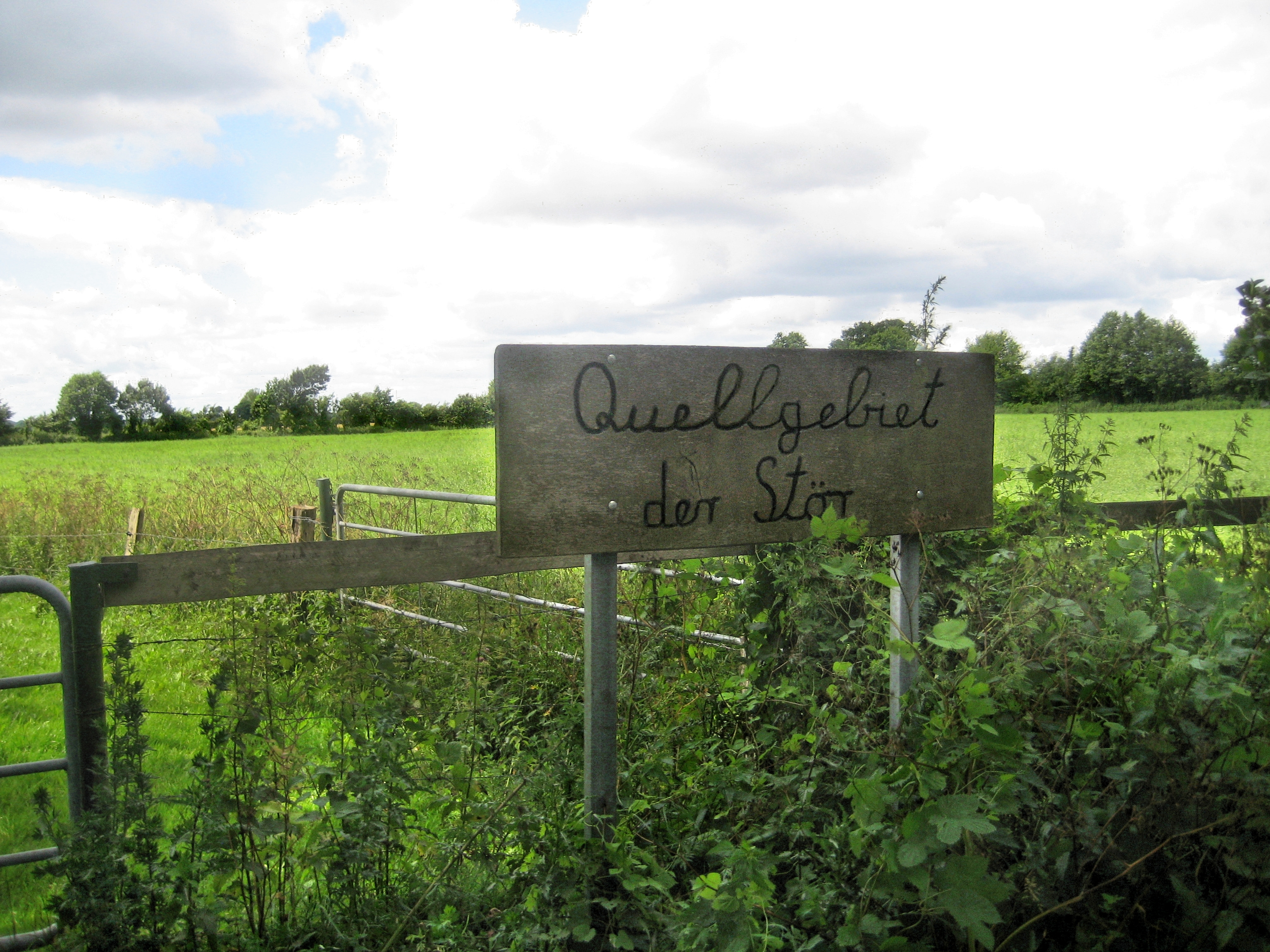
Prat humit on neix l'Stör
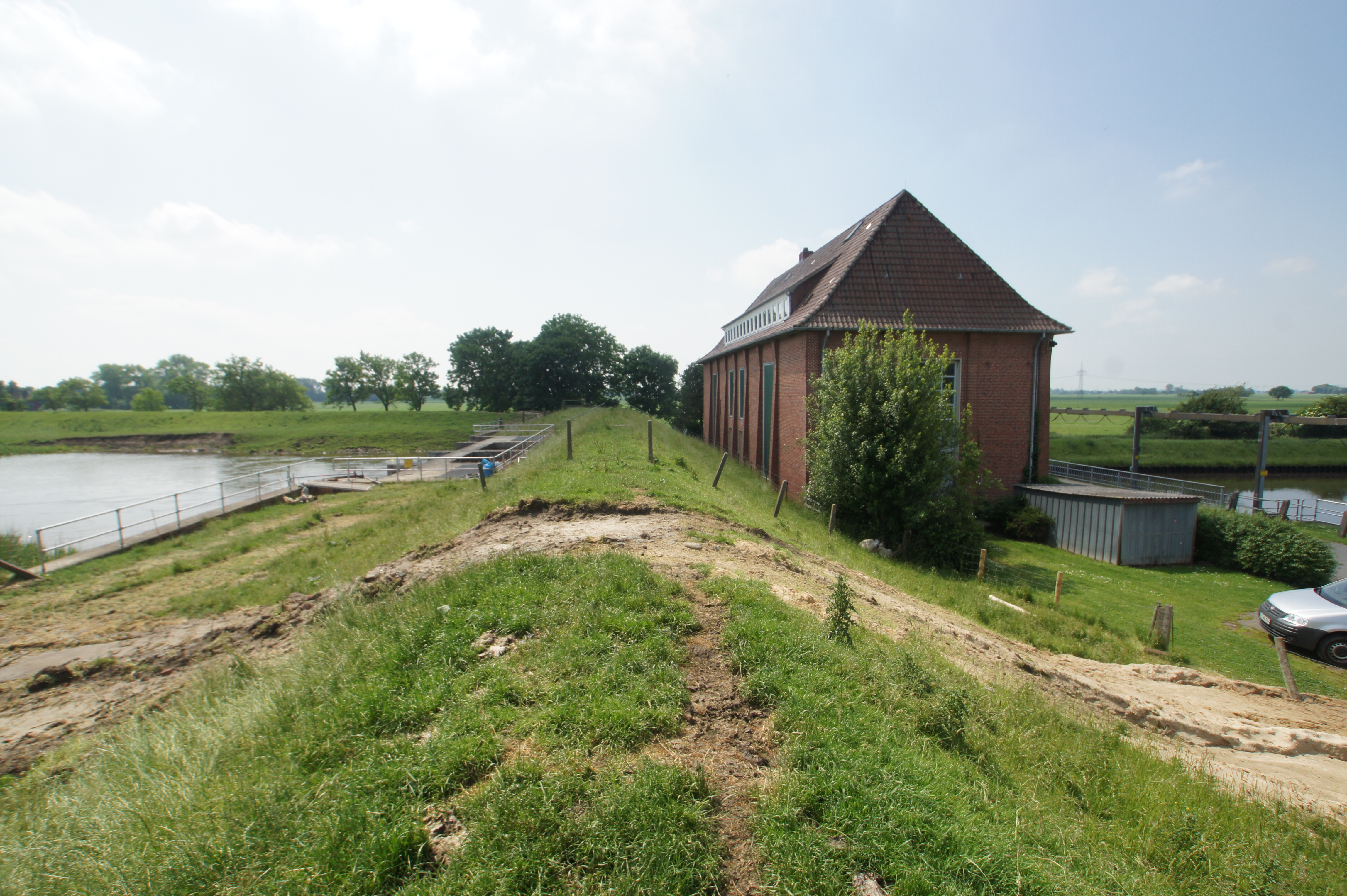
A la confluència de l'Stör (esquerra) i del Bekau (dreta), l'estació de bombament
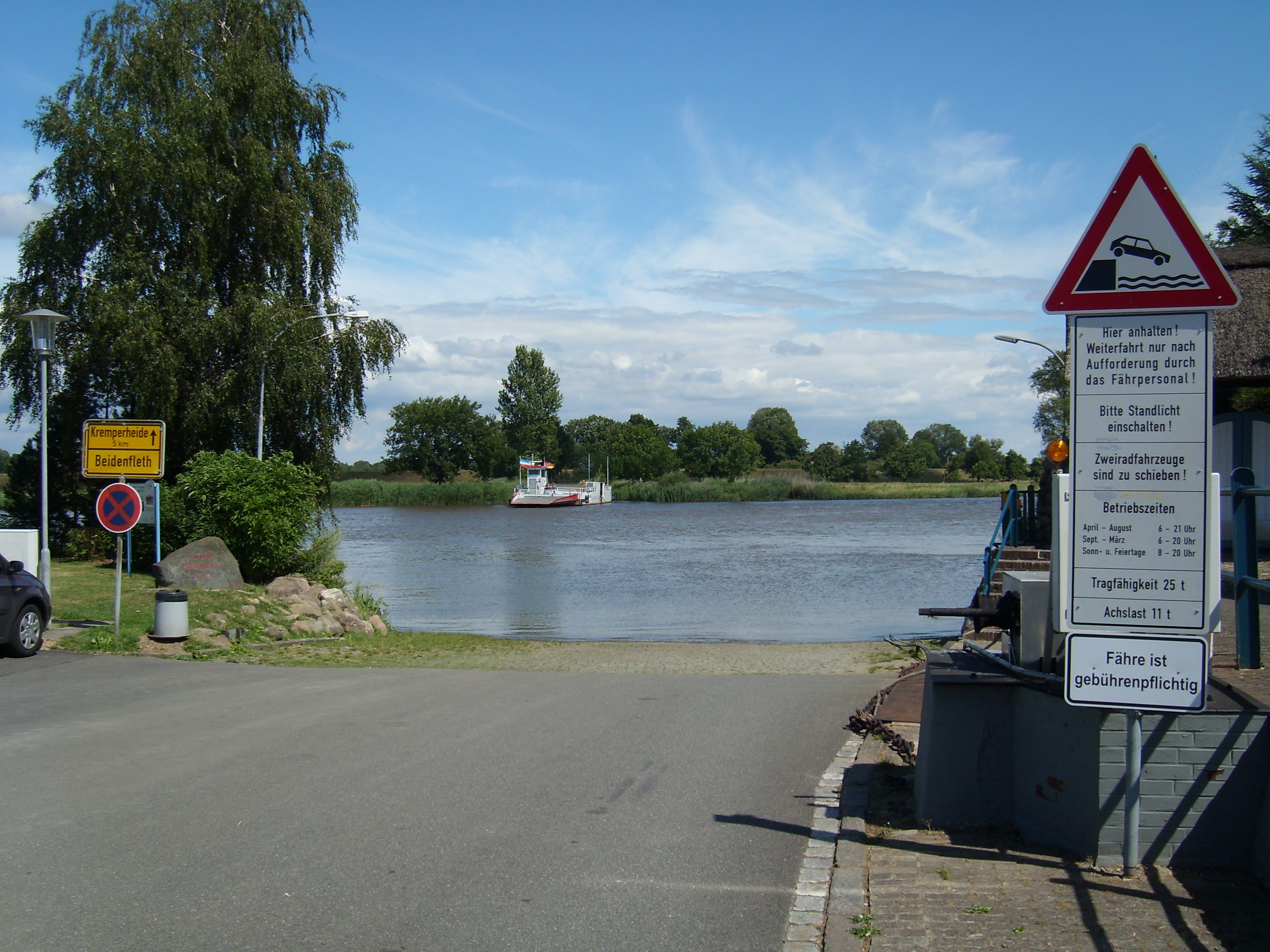
Pont transbordador a Beidenfleth
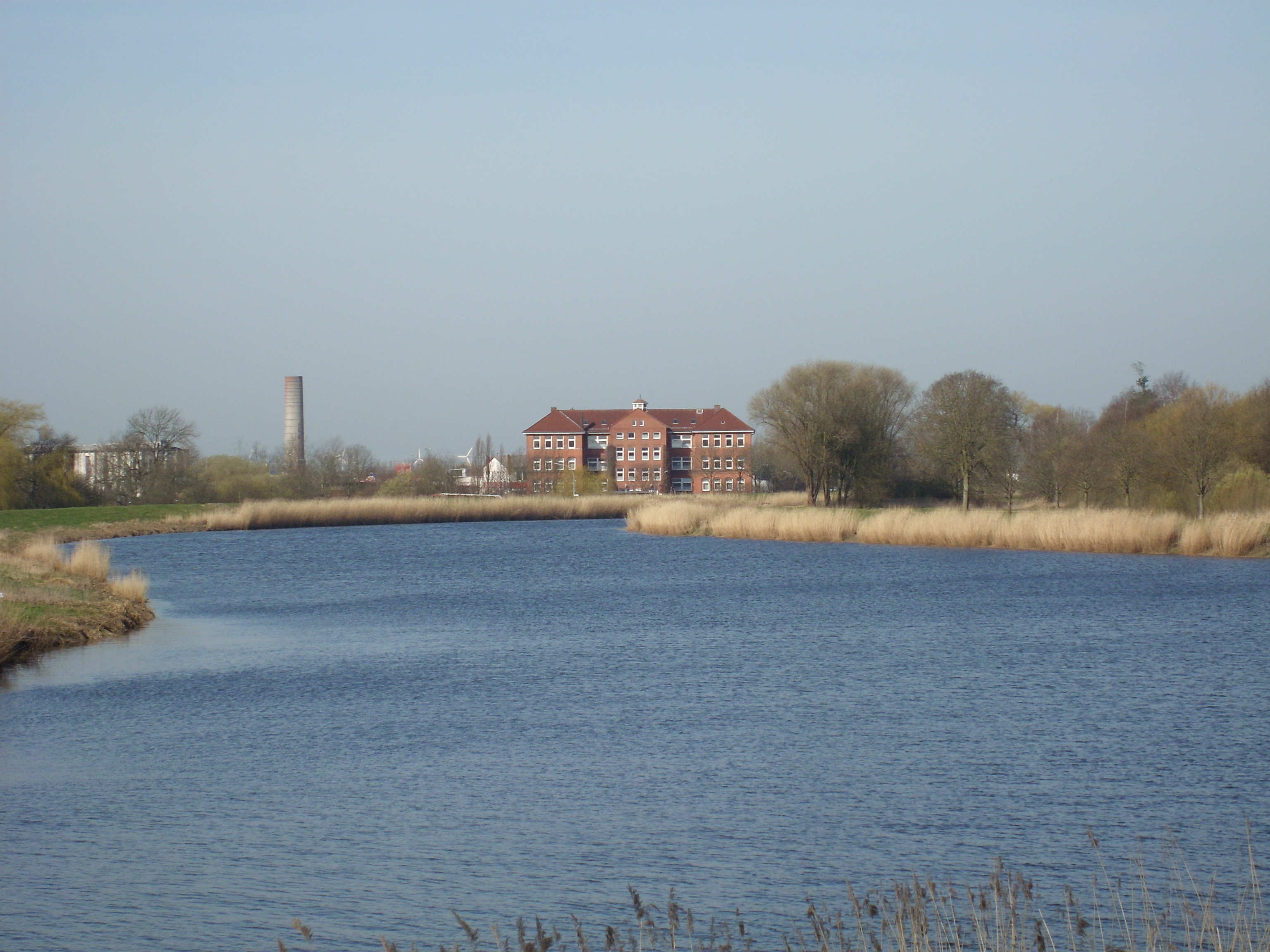
El riu a marea alta a Itzehoe